# Receptor EGF

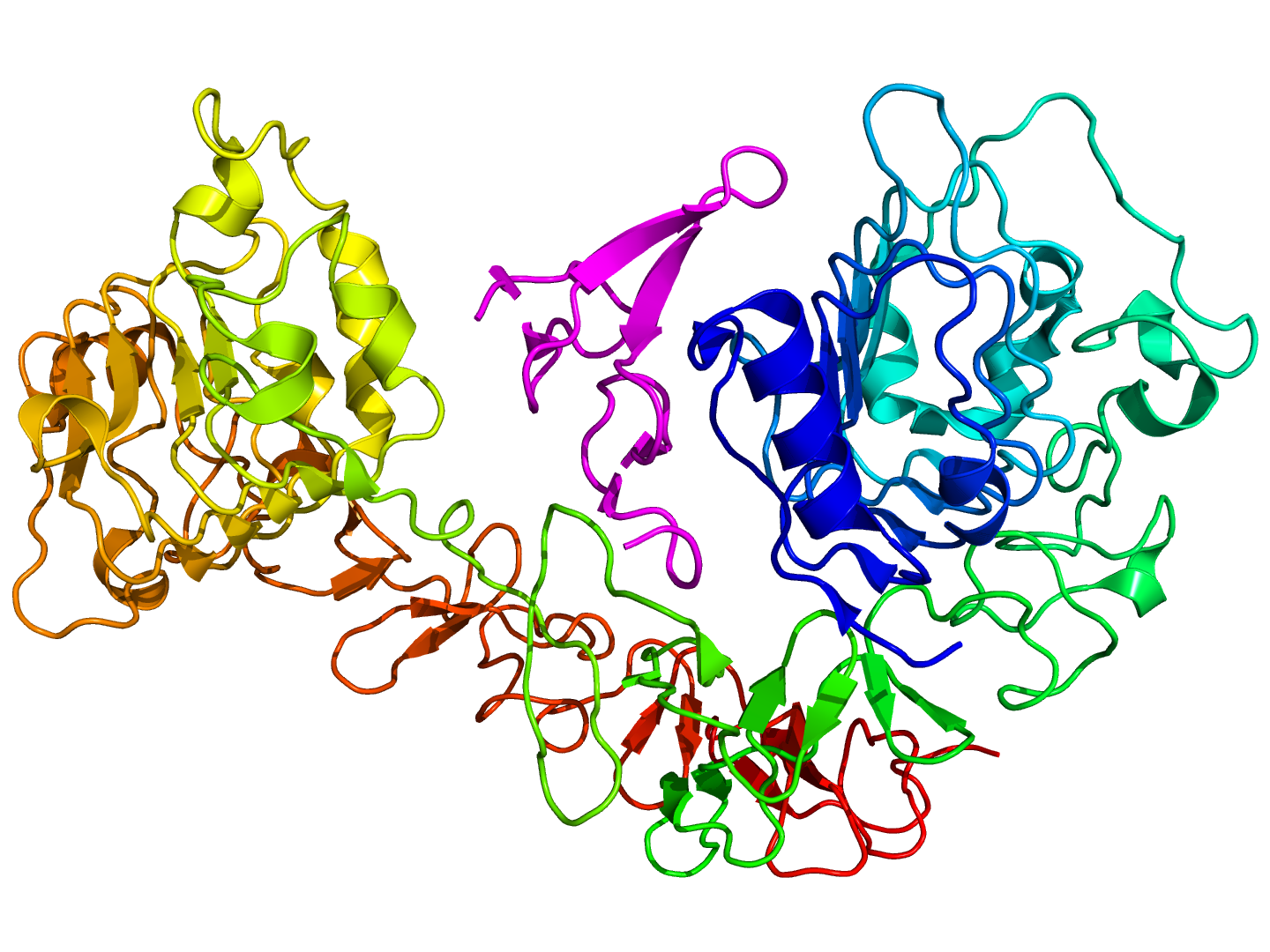
Struktura receptora nabłonkowego czynnika wzrostu

EGFR (z ang. epidermal growth factor receptor) – receptor nabłonkowego (naskórkowego) czynnika wzrostu składa się z grupy białek błonowych, mających wewnętrzną aktywność enzymu kinazy tyrozynowej. Należą do niej 4 receptory, tj. EGFR/ErbB-1, HER2/ErbB-2, HER3/ErbB-3 i HER4/ErbB-4. Białkowe czynniki wzrostu są jednymi z głównych regulatorów procesu proliferacji komórki. Za ich pośrednictwem dokonuje się endokrynna i parakrynna regulacja wzrostu i różnicowania komórek prawidłowych. Nabłonkowe czynnik wzrostu i jego receptor został odkryty przez Stanleya Cohena z Uniwersytetu Vanderbilt, co przyczyniło się do uhonorowania go w 1986 roku Nagrodą Nobla w dziedzinie medycyny, którą otrzymał wspólnie z Ritą Levi-Montalcini.
Rola EGFR w procesie chorobotwórczym jest tematem gruntownych badań naukowych. W ich wyniku odkryto między innymi, iż mutacje prowadzące do nadekspresji genów EGFR (np. zwiększona regulacja lub amplifikacja) są istotnie związane z wieloma nowotworami:  gruczolakiem płuc (40% przypadków), nowotworami odbytu, glejakiem (50%) i nowotworami nabłonkowymi głowy i szyi (80–100%). Nieprawidłowa sygnalizacja komórkowa poprzez EGFR pełni również ważną rolę przy rozwoju chorób zapalnych takich jak: łuszczyca, zapalenie skóry, czy miażdżyca tętnic. Ponadto EGFR ma wpływ na zwłóknienie, gojenie ran, czy chorobę monogeniczna.
Znajomość mechanizmu działania EGFR jako onkogenu przyczyniła się do prowadzenia badań na szeroką skalę, dzięki czemu opracowano leki przeciwnowotworowe skierowane przeciwko EGFR (tzw. „inhibitorami EGFR”), w tym gefitynibu, erlotynibu, afatynibu, brygatynibu i ibotynibu w przypadku nowotworu płuc oraz cetuksymabu w przypadku nowotworu okrężnicy. Niedawno AstraZeneca opracowała osimertinib, inhibitor trzeciej generacji kinazy tyrozynowej, który stosuje się w leczeniu niedrobnokomórkowego raka płuca (NSCLC).